# Paziols
Paziols település Franciaországban, Aude megyében. Lakosainak száma 528 fő (2022. január 1.). Paziols Padern, Tuchan, Tautavel és Vingrau községekkel határos.

## Népesség
A település népességének változása:
| Lakosok száma | 676  | 610  | 562  | 509  | 526  | 538  | 528  | 526  | 525  | 528  |
|               | 1968 | 1982 | 1990 | 2006 | 2013 | 2015 | 2017 | 2019 | 2020 | 2022 |